# حاتم (اسم)
حاتم هو اسم علم مذكر من أصل عربي، ومعناه هو الحاكم والقاضي، واللازم الواجب، والحاتم كذلك الغراب الأسود.

## شخصيات تحمل الاسم
- حاتم الطائي ( – 578)
- حاتم الأصم ( – 852)
- حاتم الطرابلسي (لاعب كرة قدم تونسي، 25 يناير 1977[2] – )
- حاتم بك الأردوبادي (صدر أعظم صفوي، القرن 16 – عقد 1610)
- حاتم بلال (لاعب كرة قدم سعودي، 30 يناير 1994[3] – )
- حاتم بن سالم (سياسي من تونس، 8 فبراير 1956 – )
- حاتم بن عرفة (لاعب كرة قدم فرنسي، 7 مارس 1987[4] – )
- حاتم عقل (لاعب كرة قدم أردني، 21 يونيو 1978 – )
- حاتم علي (ممثل ومخرج تلفزيوني سوري، 2 يونيو 1962 – 29 ديسمبر 2020)
- حاتم غولة (منافِس أوليمبي تونسي، 7 يونيو 1973 – )

## وصلات خارجية
- موسوعة السلطان قابوس لأسماء العرب نسخة محفوظة 5 أبريل 2019 على موقع واي باك مشين.